# Cerritosaurus
Cerritosaurus é um género de Archosauromorpha Proterochampsidae do Triássico Superior. É representado apenas por uma espécie e apenas um exemplar. Foi encontrado na Formação Santa Maria. Esse exemplar encontra-se no Museu Anchieta de Ciências Naturais do Colégio Anchieta em Porto Alegre.
Foi coletado em 1943 pelo jesuita Antonio Binsfeld, no Sítio Paleontológico Sanga da Alemoa em Santa Maria. Próximo ao local, existe uma pequena montanha denominada Cerrito.